# 와이어드 (잡지)
와이어드(영어: Wired)는 올 컬러의 월간 미국 잡지이다. 1993년 3월부터 출판하여 기술이 문화, 경제, 정치에 미친 영향을 보고한다. 콩데 나스트 퍼블리케이션즈가 소유하고 있으며, 캘리포니아 샌프란시스코에서 출판된다.
현재 전 세계적으로 와이어드 UK와 와이어드 이탈리아로 총 2개의 에디션이 있다.